# Coenosia bartaki
Coenosia bartaki är en tvåvingeart som beskrevs av František Gregor Jr 1991. Coenosia bartaki ingår i släktet Coenosia och familjen husflugor.
Artens utbredningsområde är Italien. Inga underarter finns listade i Catalogue of Life.